# INSERT (SQL)
INSERT(インサート)ステートメントは、行を追加する、コンピュータのデータベース言語 SQL におけるデータ操作言語（DML）ステートメントの1つである。1度に1行を追加するだけではなく、問い合わせの結果としての複数行を追加することもできる。なお、ユーザーはそのテーブル（関係）に対してINSERT権限を持っている必要がある。また、WHERE句で指定したテーブル全てに対してSELECT権限を持っている必要がある。

## 構文

### 値の挿入
```
INSERT
 
INTO
 
テーブル名
 
[
 
(
列名
1
 
[
 
,
列名
2
・・・
])
 
]

  
VALUES
 
(
値
A1
 
[,
 
値
A2
 
...])
 
[,
 
(
値
B1
 
[,
 
値
B2
 
...])
 
...];

```

列の数と値の数は一致している必要がある。指定のない列についてはデフォルト値（テーブル作成時にDEFAULT句で指定された値）またはNULLが使われる。列の順番は任意である。列の指定が無い場合、テーブル作成時の列順を利用してすべての列を指定したと扱われる。
設定した値あるいは未設定時の値（デフォルト値またはNULL）は、その列またはテーブルに適用される制約（主キー制約、一意性制約、参照整合性制約、CHECK制約、NOT NULL制約など）を満たさなければならない。文法エラーまたは制約違反があれば行追加は失敗する。
VALUES に続けて複数の行値を指定することにより、複数の行を一括で挿入することができる。INSERT を複数回実行するのと結果は変わらないが、データベース製品によっては処理の効率が高まる場合がある。
例
```
INSERT
 
INTO
 
phone_book
 
(
name
,
 
number
)
 
VALUES
 
(
'John Doe'
,
 
'555-1212'
);

```

```
INSERT
 
INTO
 
phone_book
 
(
name
,
 
sex
)
 
VALUES
 
(
'Nancy'
,
 
'Woman'
),(
'Tom'
,
 
'Man'
),(
'Cathy'
,
'Woman'
);

```

### 問い合わせ結果の挿入
```
INSERT
 
INTO
 
テーブル名
1
 
SELECT
 
*
 
FROM
 
テーブル名
2
 
WHERE
 
条件式
;

```

テーブル2に対するSELECTステートメントでの問い合わせの結果をテーブル1に追加する。
例
```
INSERT
 
INTO
 
phone_book2
 
SELECT
 
*
 
FROM
 
phone_book
 
WHERE
 
NAME
 
IN
 
(
'John Doe'
,
 
'Peter Doe'
);

```

## 採番キーの見つけ方
データベースシステムが自動採番した連番等の人工キーを主キーとして利用する場合、他のSQLステートメントから、その追加対象のテーブルを利用するために、自動採番された主キーを見つける必要があるが、その方法には以下のようなものがある。 
- 特別なストアドプロシージャを使用する
- 一時テーブルに最後に追加した行をSELECTステートメントで検索する
- INSERTステートメントにおける一意な要素の組み合わせを、SELECTステートメントでの検索に使用する
- INSERTステートメントでGUIDを使用し、 SELECT ステートメントでそれをキーに検索する